# Monte Cavanero
Il monte Cavanero è una montagna delle Alpi Liguri alta 854 m.

## Etimologia

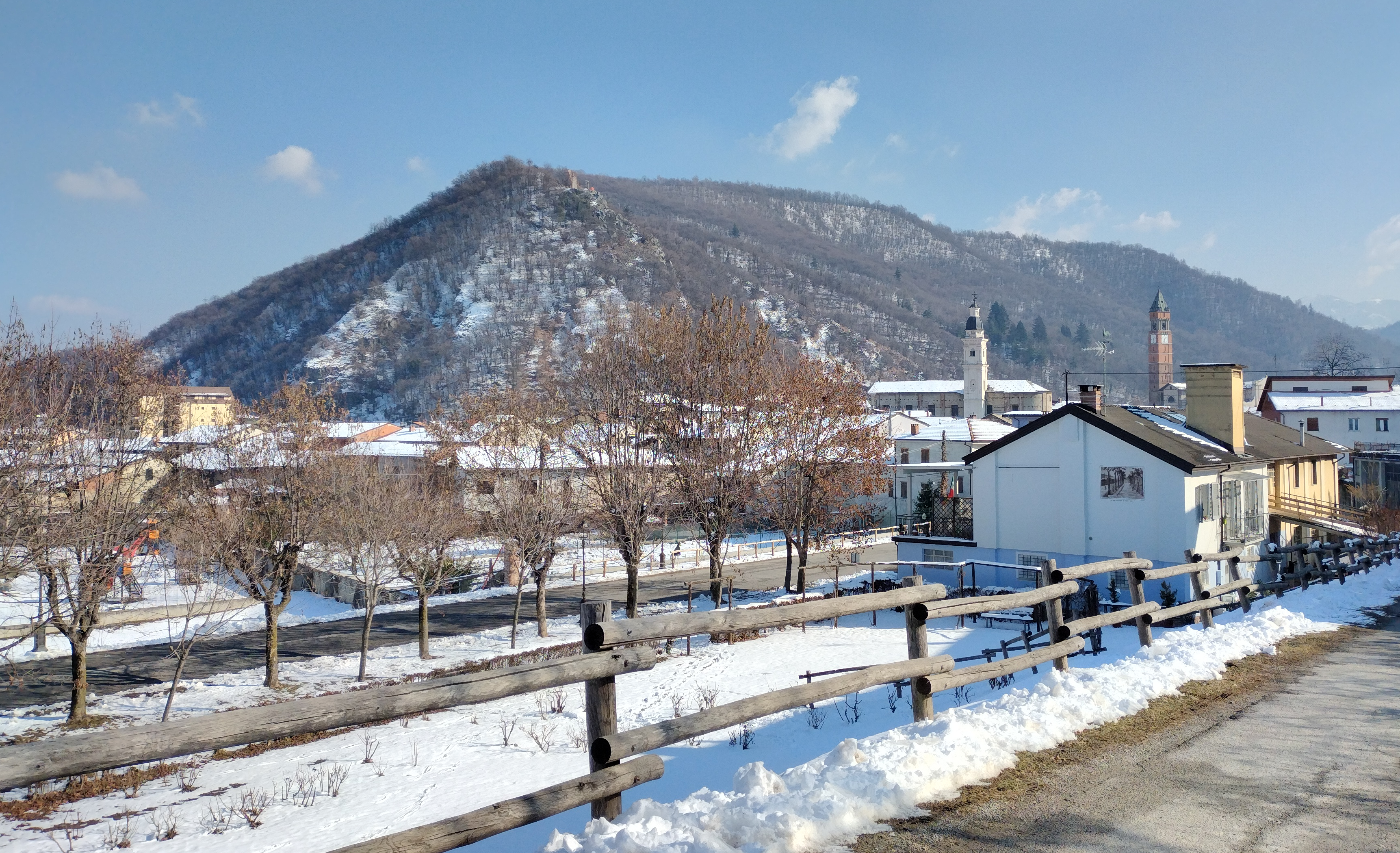
Vista da Chiusa Pesio

Il nome della montagna potrebbe derivare dal latino Mons Capanerium, ossia Monte delle Capanne, forse a sua volta legato ad un toponimo pre-celtico che faceva anch'esso riferimento alla presenza di un insediamento protostorico.

## Geografia
La montagna si trova sul lato destro del torrente Pesio, allo sbocco della sua vallata sulla pianura, e domina ad est l'abitato di Chiusa di Pesio. Una costiera di rilievi boscosi la collega verso est al Bric Barelllo e alla Costa Neranotte, mentre a sud-est il Colle del Mortè (711 m) connette questo ampio semicerchio di basse montagne con il resto delle Alpi del Marguareis. La sua prominenza topografica è di 153 metri.

## Geologia

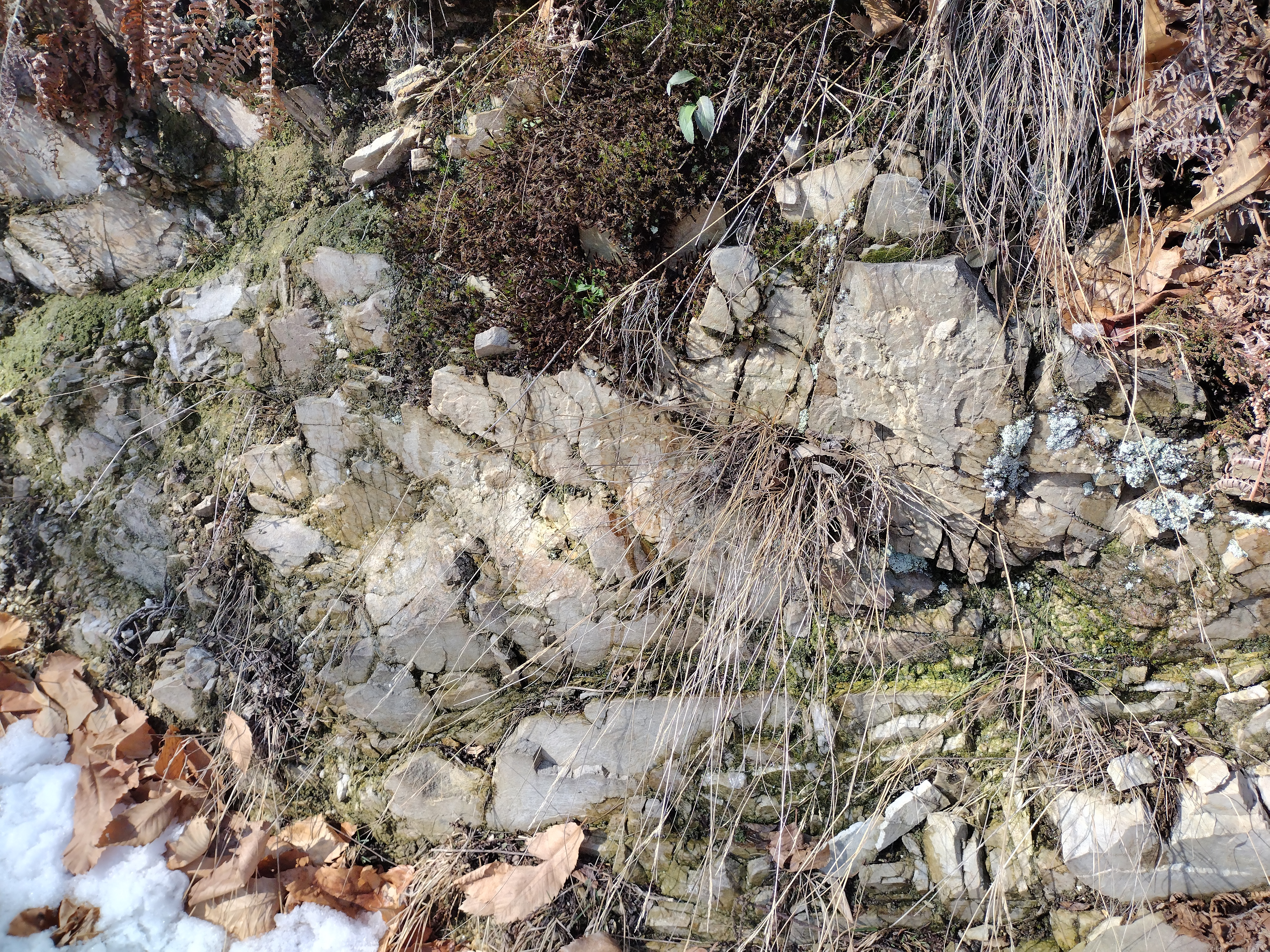
Affioramento di rocce scistose sul versante occidentale della montagna

La montagna è caratterizzata da rocce scistose di origine triassica, strutturalmente collegate ai rilievi situati ad ovest di Villanova Mondovì, come il Monte Calvario e la Costa Neranotte.

## Storia

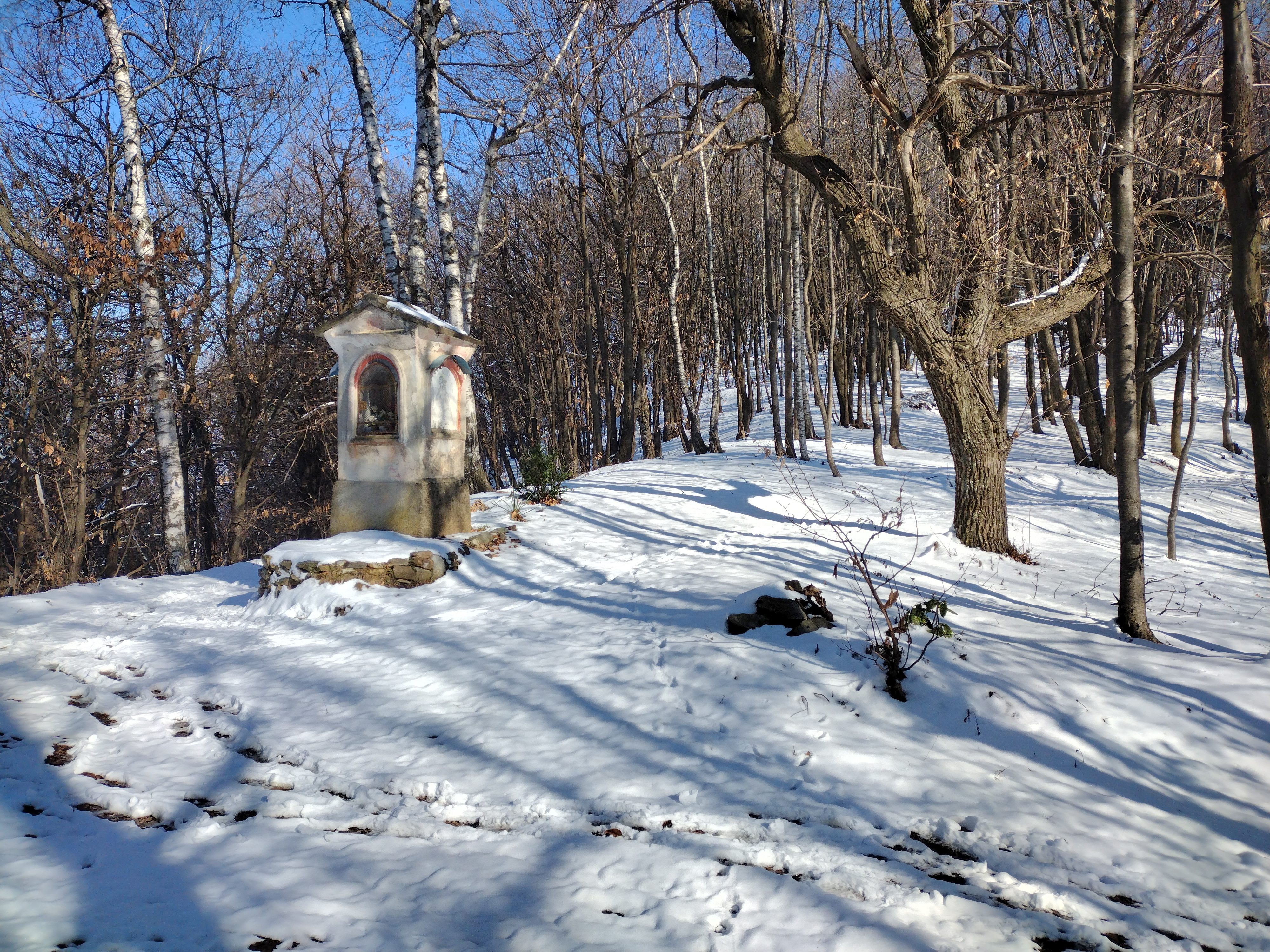
Pilone votivo poco a monte del castello

Su uno rilievo secondario del Monte Cavanero, in posizione dominante rispetto al paese di Chiusa Pesio, sorge il castello Mirabello. Un primo edificio fortificato medioevale venne edificato riutilizzando materiali tratti da una precedente fortificazione di epoca romana situata poco più a monte. Dopo la metà del XVI secolo le strutture preesistenti vennero smantellate da Agamennone III, signore di Chiusa, per costruire un castello più moderno. Del castello rimangono oggi solo alcune rovine, a seguito dei danni subiti a causa dell'abbandono e di un terremoto avvenuto il 23 febbraio 1887.
La zona era abitata anche prima dell'epoca romana, e sul monte è stata rinvenuta una necropoli utilizzata tra il l'XI e il IX secolo a.C., ovvero tra l'Età del Bronzo e il primo periodo dell'Età del Ferro. All'Età del Ferro presumibilmente risalgono anche i Bronzi del Monte Cavanero, una serie di 319 oggetti scoperti nel 1991 nel cosiddetto ripostiglio del Cavanero e oggi conservati nel Complesso Museale "Cav. G. Avena" di Chiusa Pesio. I reperti, di notevole importanza archeologica, sono stati temporaneamente esposti anche all'estero.

## Accesso alla vetta

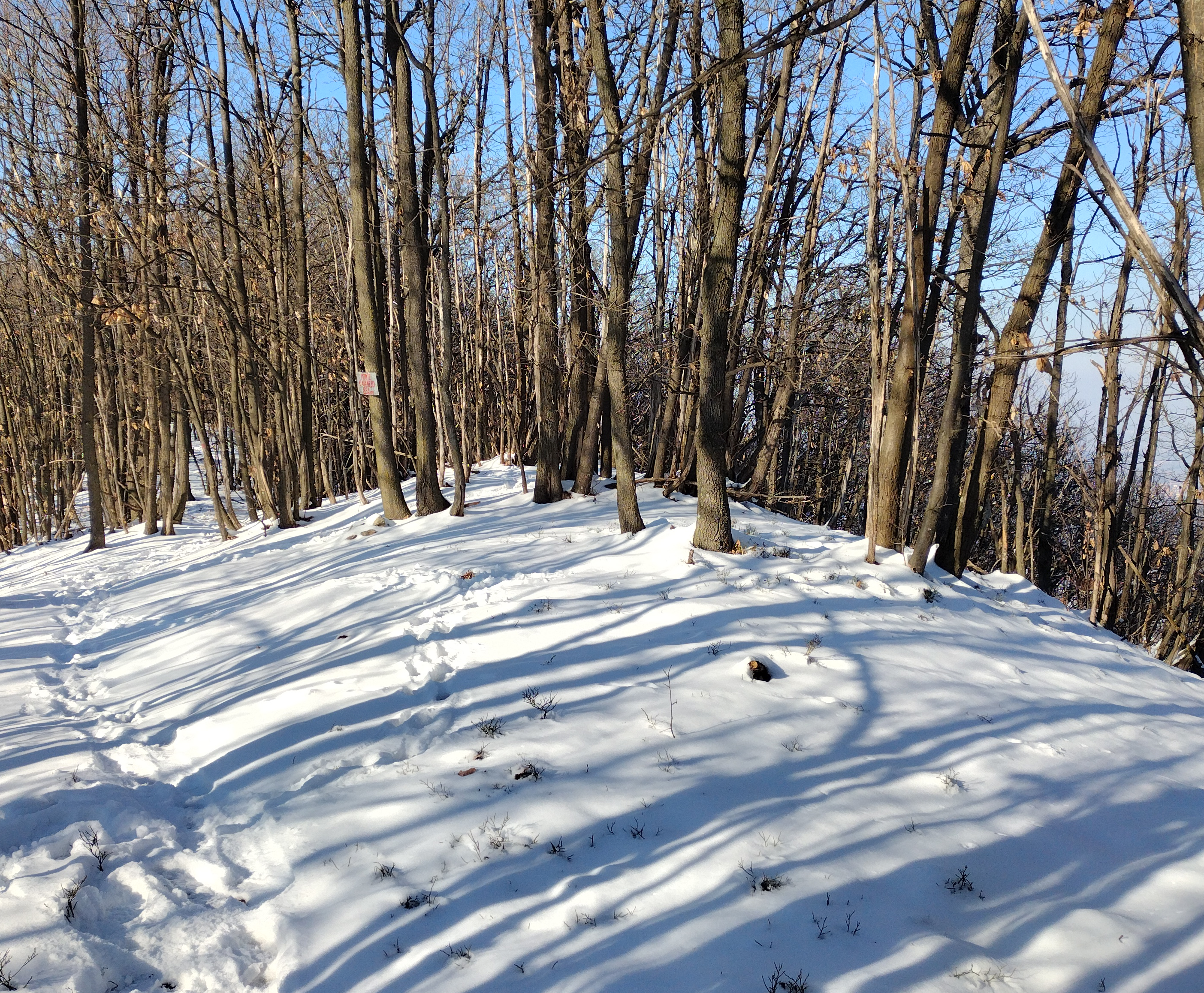
La cima del monte

La cima del monte Cavanero può essere facilmente raggiunta a piedi, in circa un'ora di cammino, passando nei pressi del Castello Mirabello. La partenza dell'escursione può avvenire dopo aver posteggiato l'auto a fianco della strada che collega il cento di Chiusa con il colle del Mortè.